# Buddleja tucumanensis
Buddleja tucumanensis är en flenörtsväxtart som beskrevs av August Heinrich Rudolf Grisebach.
Buddleja tucumanensis ingår i släktet buddlejor och familjen flenörtsväxter. Inga underarter finns listade i Catalogue of Life.